# Astragalus brachybotrys
Astragalus brachybotrys är en ärtväxtart som beskrevs av Aleksandr Andrejevitj Bunge. Astragalus brachybotrys ingår i släktet vedlar, och familjen ärtväxter. Inga underarter finns listade i Catalogue of Life.